# Hartennes-et-Taux
Hartennes-et-Taux ist eine französische Gemeinde mit 341 Einwohnern (Stand: 1. Januar 2022) im Département Aisne in der Region Hauts-de-France. Sie gehört zum Arrondissement Soissons und zum Kanton Villers-Cotterêts. Die Einwohner werden Hartennois genannt.

## Geographie
Die Gemeinde Hartennes-et-Taux liegt etwa zwölf Kilometer südsüdöstlich von Soissons und 25 Kilometer nördlich von Château-Thierry. Nachbargemeinden von Hartennes-et-Taux sind Buzancy im Norden, Chacrise im Nordosten, Droizy im Osten, Launoy im Osten und Südosten, Grand-Rozoy im Süden, Parcy-et-Tigny im Westen sowie Villemontoire im Nordwesten.

## Bevölkerungsentwicklung
| Jahr                       | 1962 | 1968 | 1975 | 1982 | 1990 | 1999 | 2006 | 2013 | 2021 |
| Einwohner                  | 282  | 272  | 305  | 317  | 355  | 359  | 340  | 383  | 339  |
| Quellen: Cassini und INSEE |      |      |      |      |      |      |      |      |      |

## Sehenswürdigkeiten
- Dolmen

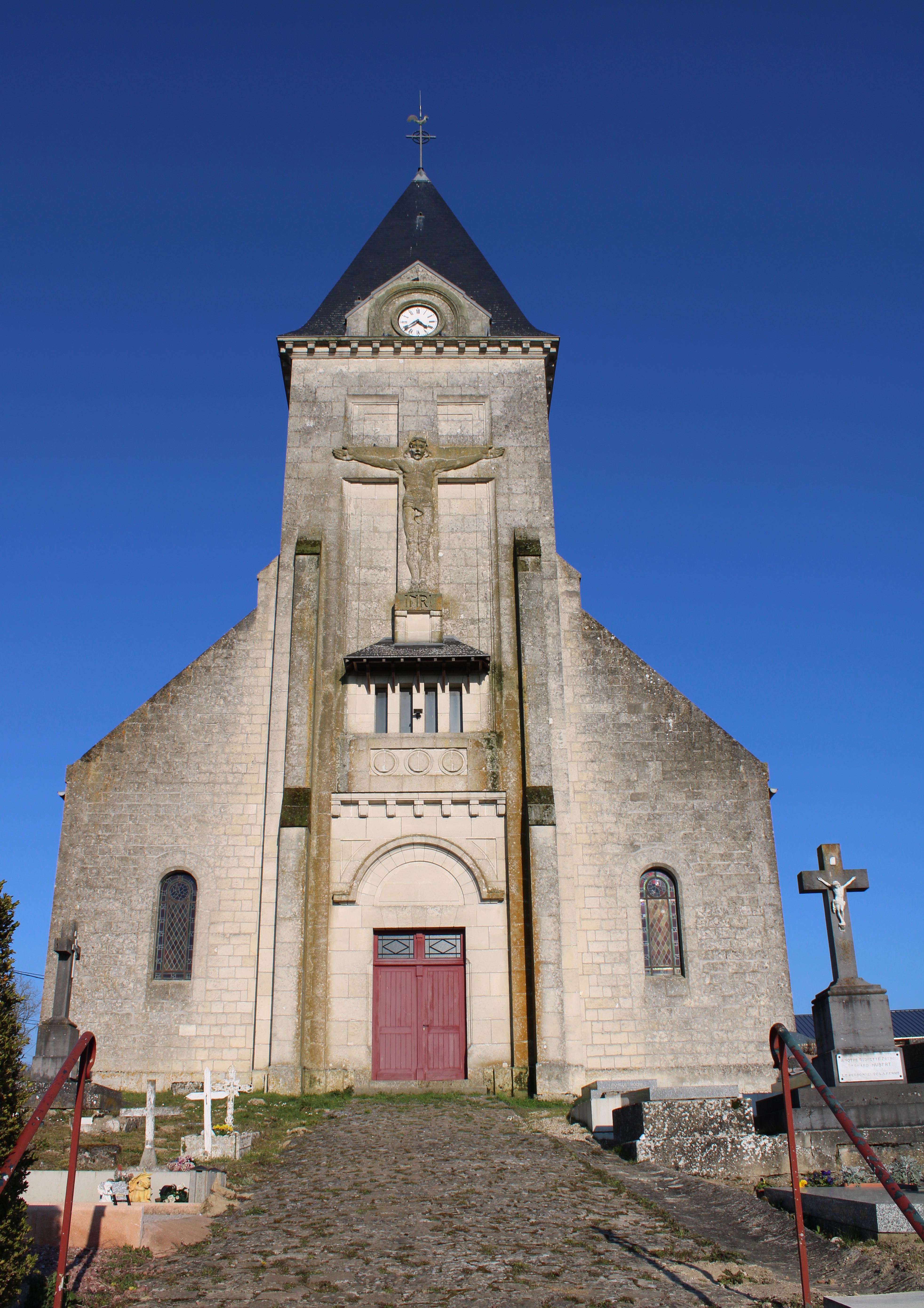
Kirche Mariä Himmelfahrt
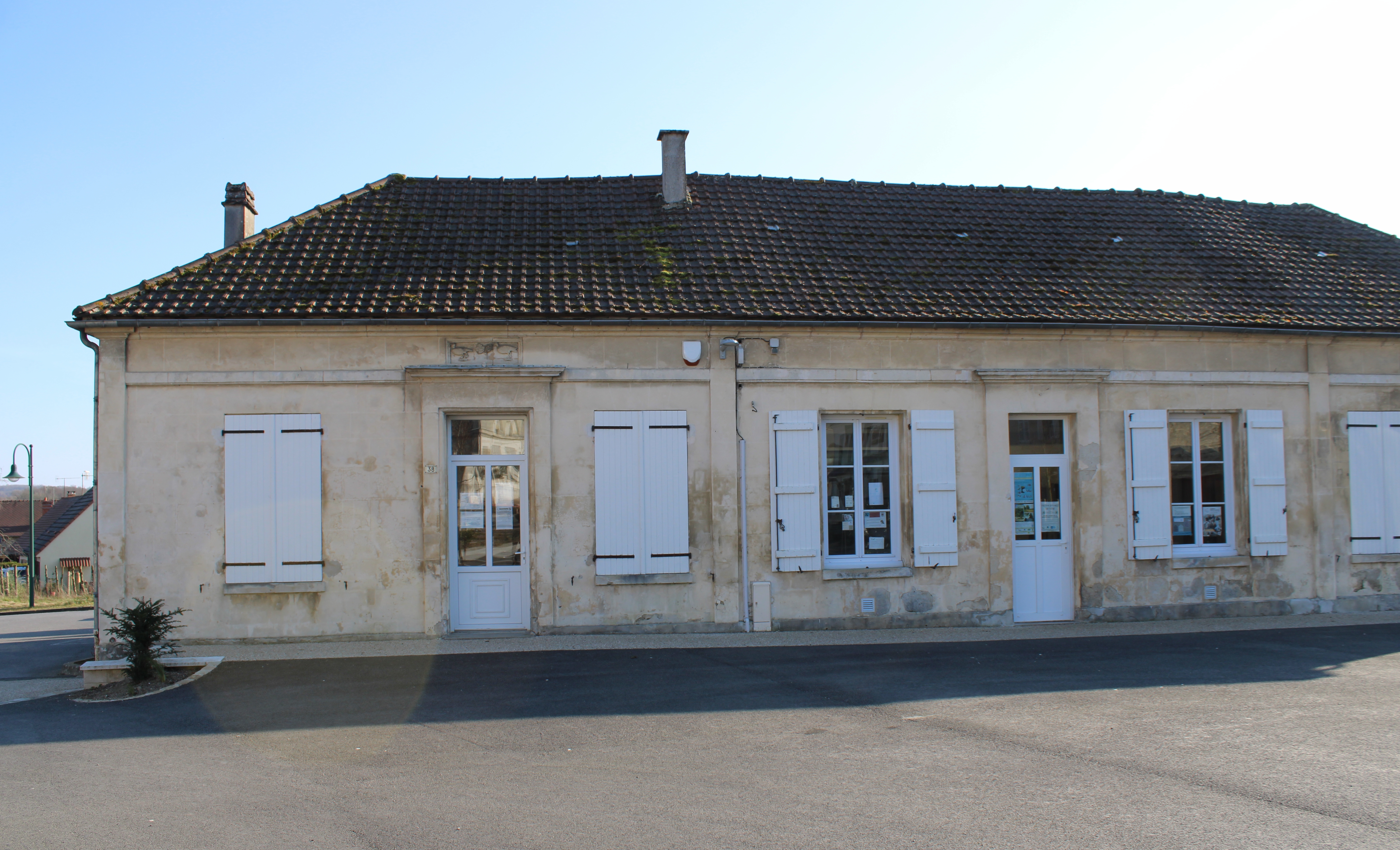
Schule
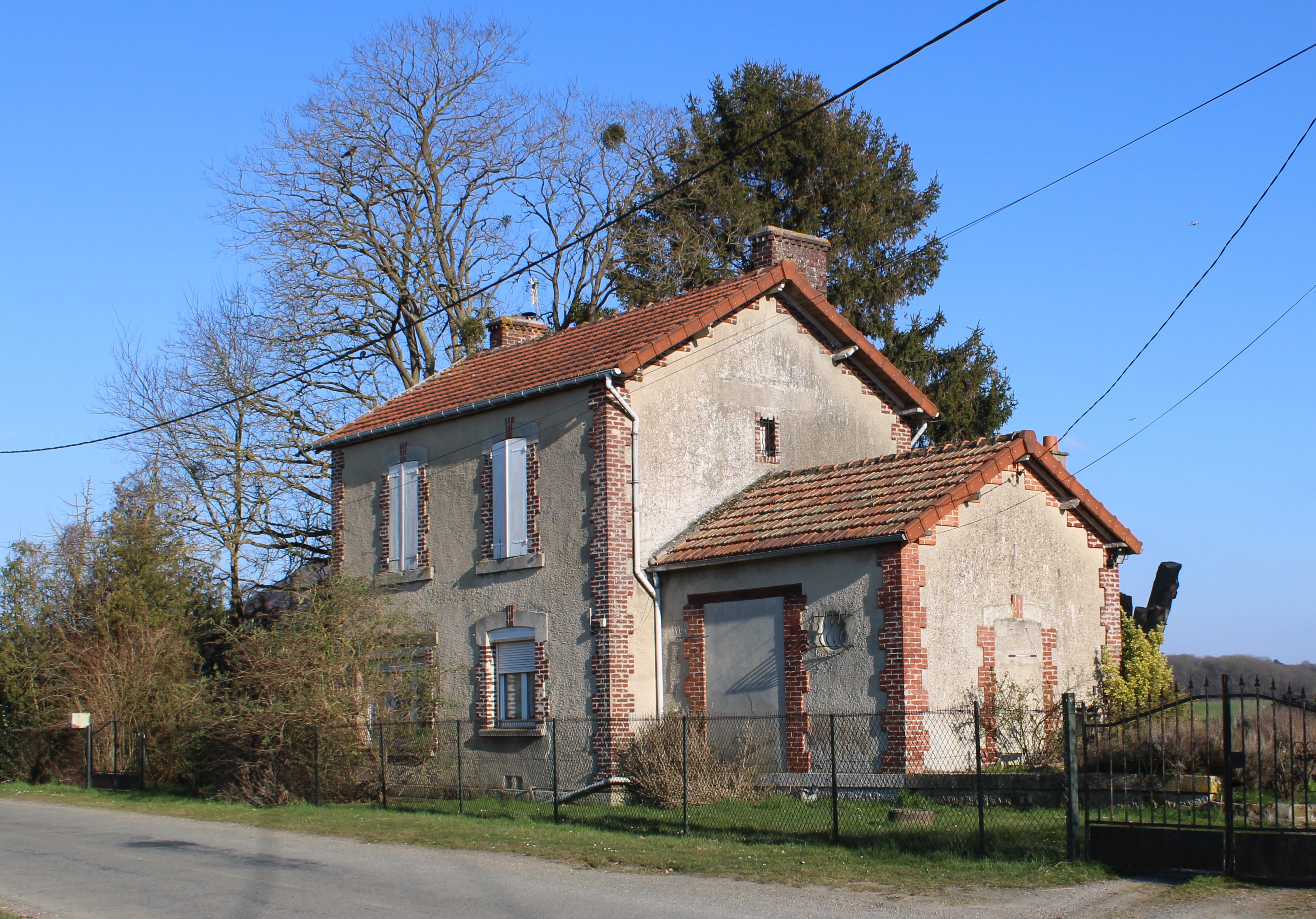
Ehemaliger Bahnhof
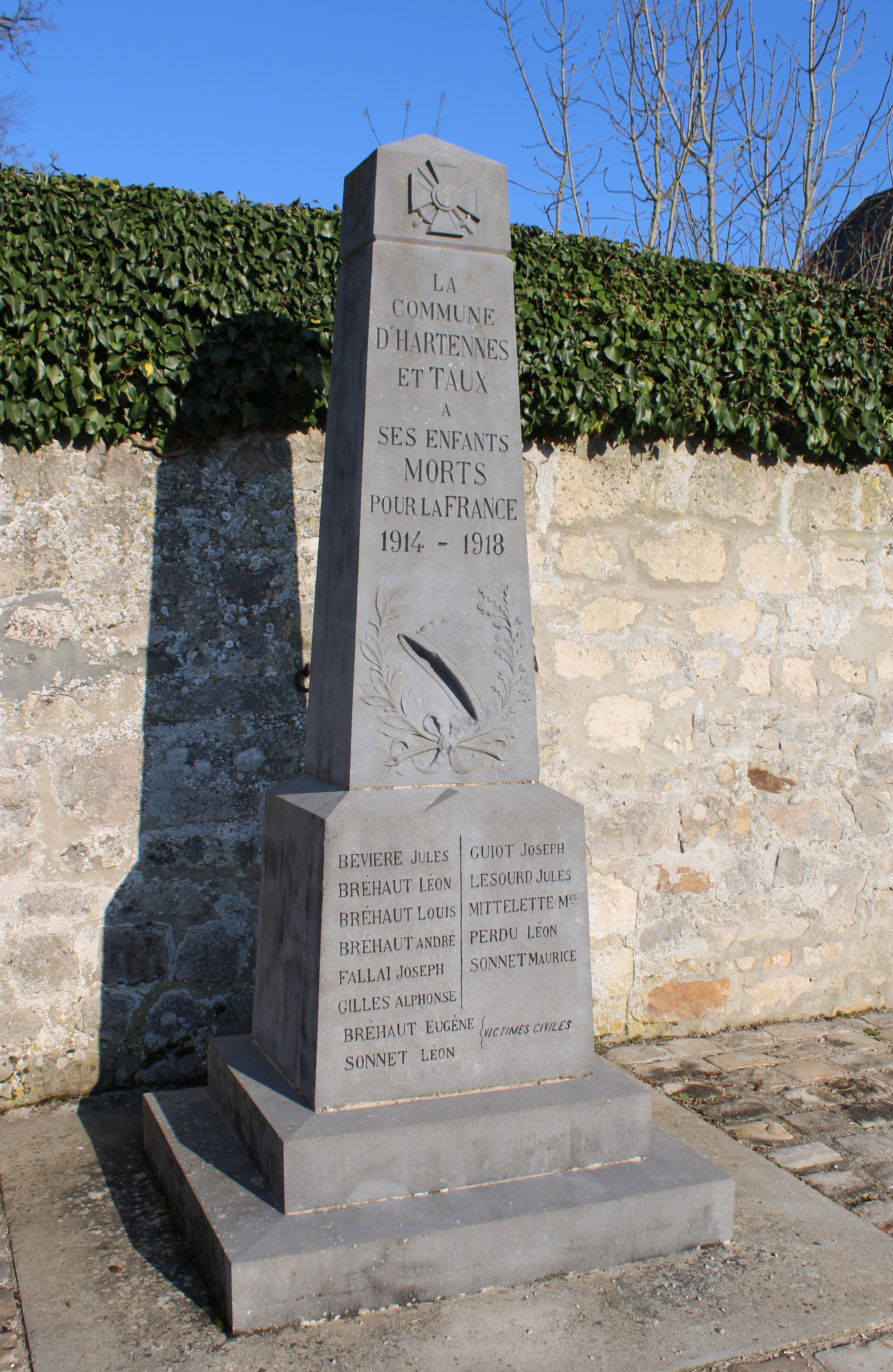
Gefallenendenkmal

- Reste der Burg Le Bochet

- Kirche Mariä Himmelfahrt
- Schule
- Ehemaliger Bahnhof
- Gefallenendenkmal